# Ladegerät

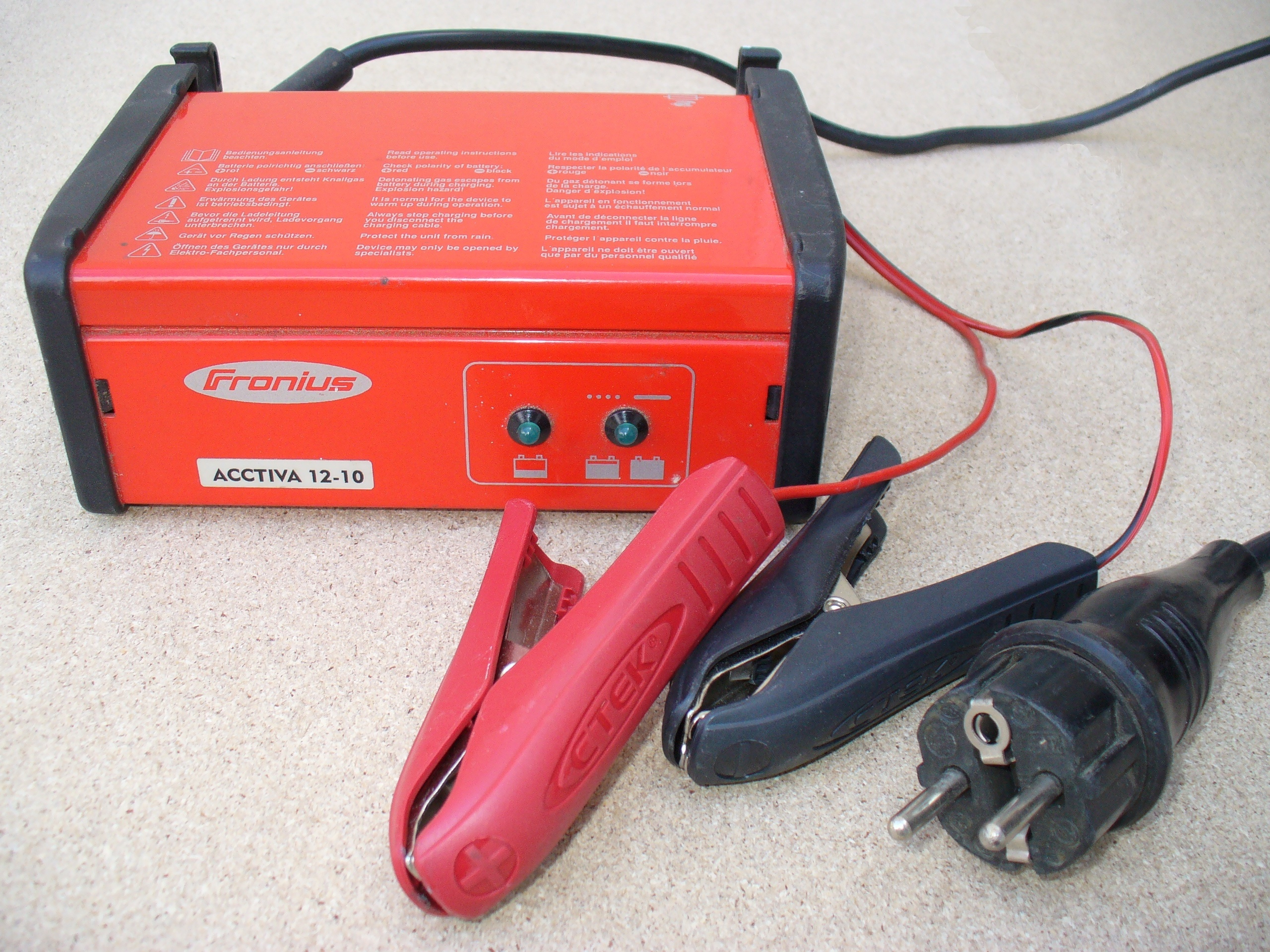
Ladegerät für 12-V-Starterbatterien mit Schukoanschluss netzseitig und Zangenklemmen für die Batteriepole

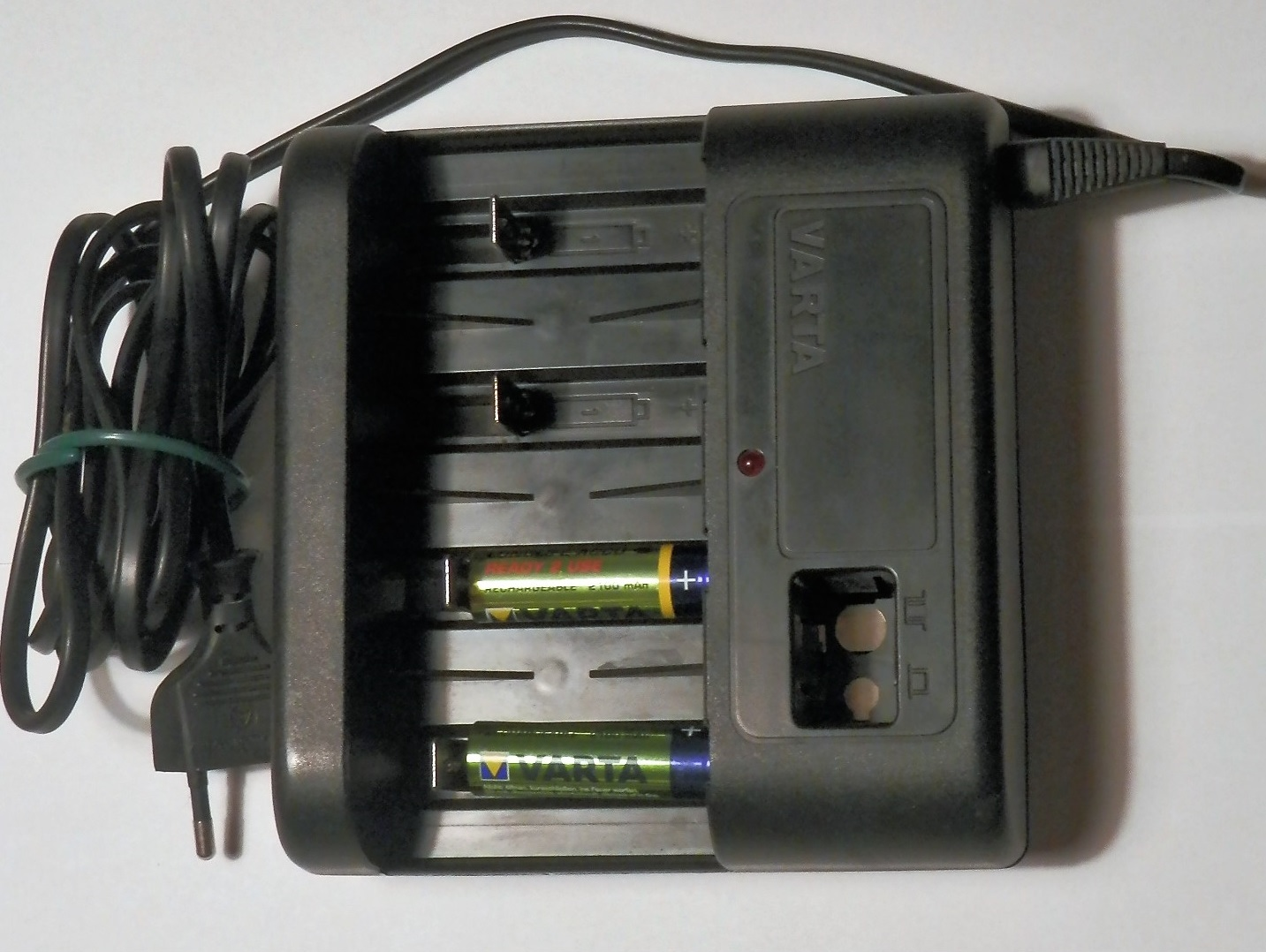
Kombi-Batterieladegerät mit zwei NiCd-Akkus des Herstellers Varta

Ein Ladegerät ist ein spezielles Gerät zum Wiederaufladen von Akkumulatoren. Die im Gerät enthaltene elektronische Schaltung, der Laderegler, steuert den Ladevorgang und setzt das Ladeverfahren um. Die Stromversorgung eines Ladegerätes erfolgt meist aus dem öffentlichen Stromnetz über ein Netzteil.
Im Modellbau sind auch mobil einsetzbare Ladegeräte üblich, die wahlweise auch aus einem größeren Versorgungsakkumulator oder einem externen Netzteil die kleineren Akkumulatoren der Modelle laden können.
Häufig ist der Laderegler zum Aufladen des Akkumulators auch direkt im akkubetriebenen Gerät eingebaut. Dann wird zum Aufladen kein Ladegerät, sondern nur ein Netzteil oder eine beliebige, passende Spannungsquelle benötigt.

## Grundlagen
Die meisten Akkutypen reagieren empfindlich auf Tiefentladung, Überladung und Überhitzung, meist mit einer Verringerung von Lebensdauer und Kapazität bis hin zur Zerstörung. Daneben wird unter Umständen das Ladeziel – ein vollgeladener Akku – nicht erreicht. Nur durch für den jeweiligen Akkumulatortyp geeignete Ladegeräte und Ladeverfahren kann eine hohe Lebensdauer und vollständige Ausnutzung der Kapazität der betreffenden Akkus erreicht werden. Die Nutzung einfacher Ladegeräte, teils ohne Laderegler, erfordert Steuerung (z. B. Zeitkriterium) und intensive Überwachung (z. B. Temperaturkriterium) des Ladevorgangs durch den Nutzer, was bei regelmäßiger Nutzung praktisch nicht sicherzustellen ist. Durch kurze Lebensdauer der Akkumulatoren und ständige Anschaffungskosten für Ersatz wird der Preisvorteil solcher „Billiglader“ rasch aufgezehrt. Die rasante Entwicklung der Mikroelektronik hat seit den 2000er-Jahren das Angebot für intelligente Ladegeräte in allen Preisklassen stark ansteigen lassen.
Bei Ladegeräten für Wechselakkus sind Halterungen zur Aufnahme und elektrischen Kontaktierung der Akkus oft ein Gestaltungselement, sie werden oft als Ladeschacht bezeichnet.
Die meisten Ladegeräte werden direkt am Stromnetz betrieben, sehr leistungsstarke Lader auch am Drei-Phasen-Kraftnetz.
Kleinere – meist mobile Geräte, beispielsweise für Mobiltelefone – können auch mit 12 Volt, beispielsweise aus Zigarettenanzünderbuchsen, über Solarzellen oder kleine, handbetriebene Generatoren geladen werden. Da sich die notwendige Ladeelektronik im Endgerät befindet, handelt es sich bei den benötigten Geräten, Adaptern zur Stromversorgung nicht um Ladegeräte.
Einige Energiequellen, beispielsweise Kfz-Lichtmaschinen oder Solarzellen liefern keine konstante Leistung. Ladeverfahren, die eine konstante Energieversorgung benötigen, beispielsweise die Erkennung des Gasungsbuckels bei NiMH-Akkus (Delta-Peak) oder auch einfache zeitgesteuerte Verfahren sind damit nur schwer realisierbar. Bei den immer mehr Verbreitung findenden Ladegeräten mit elektronischer Laderegelung wird der Ladeschluss meist anhand der Zellspannung bestimmt.

### Begriffe

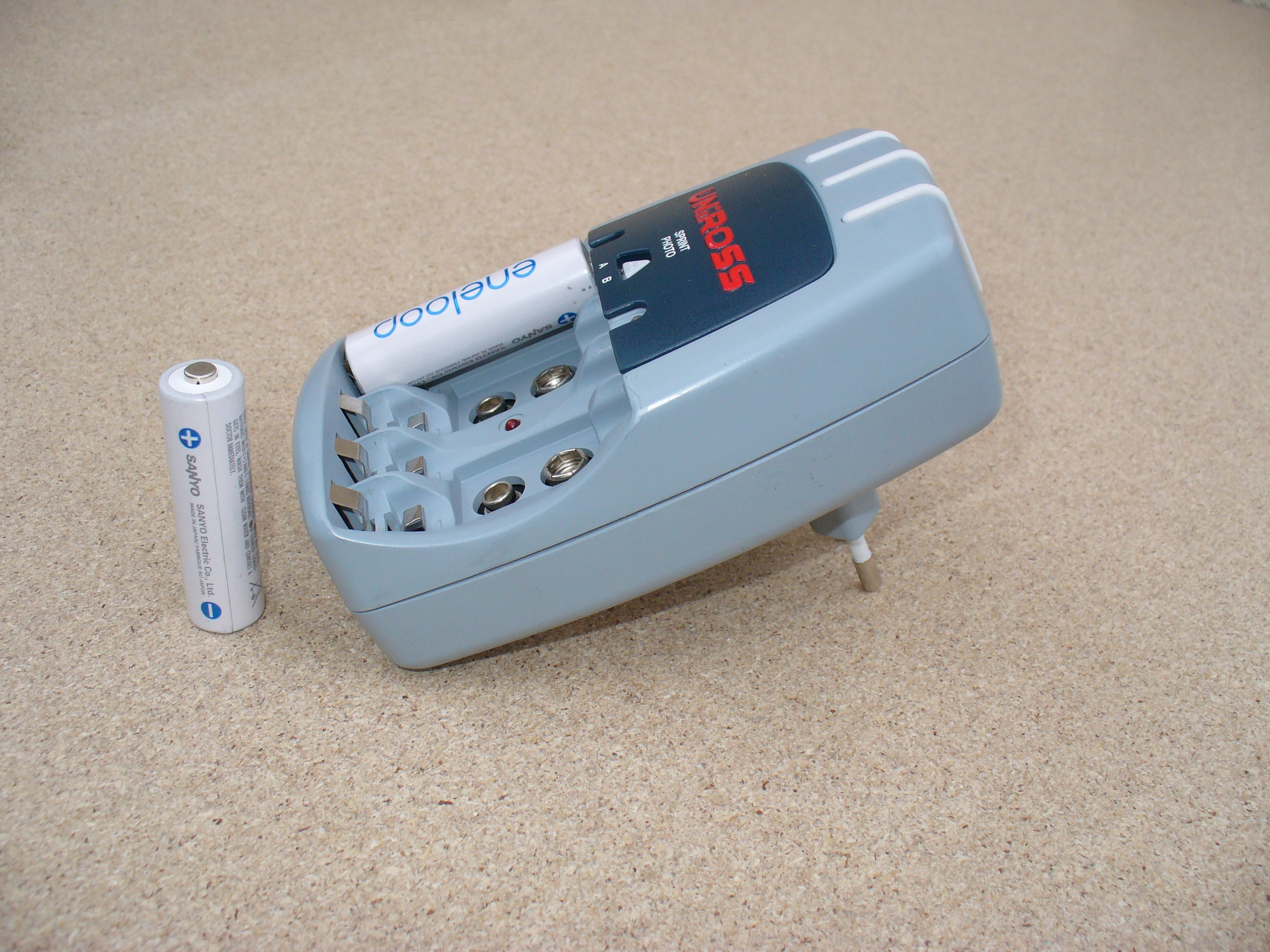
Steckerladegerät mit vier einzeln geregelten Ladeschächten für 1,2-V-NiMH-Mignonakkus

Steckerladegerät
Die Ladeschaltung ist im Gehäuse des Netzsteckers integriert, meist auch die Ladeschächte. Nicht zu verwechseln mit einem Steckernetzteil, das nur eine definierte Spannung oder einen konstanten Strom bereitstellt. USB-Ladegerät bezeichnet umgangssprachlich ein Steckernetzteil mit USB-Buchse oder mit Kabel und USB-Stecker für Geräte, deren USB-Anschluss zum Laden der eingebauten Akkus vorgesehen ist (z. B. Mobiltelefone, Digitalkameras etc.) – kein Ladegerät.
Schnellladegerät
Der Begriff ist nicht genau definiert. Er bezeichnet Ladegeräte, die einen Akku deutlich schneller als „Standardlader“, also mit höheren Strömen laden. Meist sind Ladegeräte mit C-Faktor {\displaystyle C>0,5\ {\text{h}}^{-1}} gemeint. Dabei ist der C-Faktor, die maximale Ladegeschwindigkeit,
{\displaystyle C={\frac {I_{\text{max}}}{Q}}}
das Verhältnis von Maximalstrom zur Vollladung und hat die Dimension
{\displaystyle [C]=\mathrm {{\frac {Strom}{Ladung}}={\frac {1}{Zeit}}} }.
Bei C = 0,5 pro Stunde kann man den Akku in einer Stunde halb laden, C = 15 pro Stunde bedeutet, dass man 15 Akkus in einer Stunde laden könnte, also 4 Minuten für das einfache Laden oder Entladen braucht, ohne den Maximalstrom zu überschreiten.
Externes Ladegerät
Ladegeräte, die nur zum Aufladen mit dem Gerät verbunden werden, beispielsweise Steckerladegeräte oder netzgestützte Ladegeräte für Starterakkus in Fahrzeugen.
Bordladegerät
Fest in einem Fahrzeug verbautes Ladegerät zum Aufladen der Antriebsbatterie
Ladeschacht
Halterung für Akkus mit elektrischen Kontakten, manchmal auch mit Temperatursensoren
Ladeschale
Halterung für ein Gerät mit eingebauten Akkus und elektrischen Kontakten zum Aufladen, beispielsweise für tragbare Telefone; mit weiterreichenden Funktionen oft auch als Dockingstation bezeichnet.
Ladestation
Einrichtung, an der Akkumulatorsysteme im ein- oder ausgebauten Zustand mit eigenem oder in der Station integriertem Ladegerät aufgeladen werden können.

### Ladestrom
Der Ladestrom bezeichnet die Stromstärke, mit der ein Akku geladen wird. Er wird als absoluter Wert in Ampere angegeben, jedoch hat es sich in der Akkutechnik auch etabliert, den Strom für das Laden und auch für das Entladen im Verhältnis zur Kapazität des Akkus in Amperestunden (Ah) anzugeben, um so die Belastung des Akkus zu beschreiben (siehe auch Peukert-Gleichung). Ein Akku mit einer Kapazität von einer Amperestunde, der mit einem Ladestrom von zwei Ampere geladen wird, wird mit 2C geladen, also dem Zweifachen der Kapazität. Ist der Ladestrom geringer, wird ein Verhältnis zur Kapazität angegeben, beispielsweise C/2 für 0,5 A (auch die Angabe von 0,5C ist dafür üblich) im vorgenannten Beispiel. Die Angabe als Bruch ist insofern begründet, als dass sich so sehr anschaulich die Zeit erkennen lässt, in der die Nennkapazität ge- oder entladen wird: Bei C/2 sind es 2 Stunden. Für Bleiakkus ist die Angabe der Nennkapazität bei C/20, also einer Entladung über 20 Stunden üblich, bei anderen Akkutypen sind je nach Anwendungsfeld auch kürzere Zeiten verbreitet.

## Ladegeräte
Alle Ladegeräte sollen einen Akkumulator für den mobilen Betrieb elektrischer Geräte nach Entladung wieder aufladen.
Die Ausführung variiert dabei je nach Einsatzzweck und Akkutyp erheblich.

### Einfache Ladegeräte

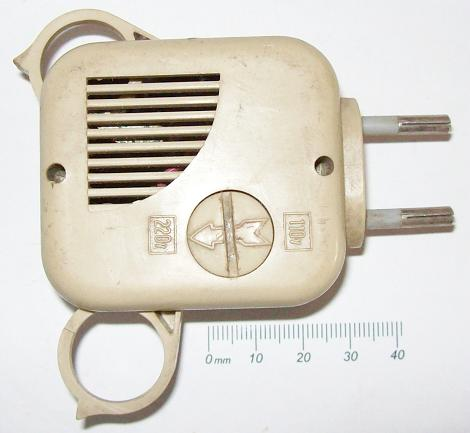
Ladegerät ohne Netztrennung für Knopfzellen des Transistorradios Kosmos (ca. 1969)

Lader bestehen oft aus einem separaten Steckernetzteil und einer im Gerät beim Akku untergebrachten Ladeschaltung – das Steckernetzteil liefert in diesem Fall nur die transformierte, aber ansonsten ungeregelte Spannung. Das ist insbesondere bei Lithium-Ionen-Akkus üblich, da deren Ladeschlussspannung und Temperatur ansonsten nicht exakt genug gemessen werden kann. Das Steckernetzteil transformiert die Netzspannung auf eine niedrigere Wechsel- oder Gleichspannung, beispielsweise auf 9 Volt.
Schlichte Ladegeräte laden einen Akku mit konstantem Strom (z. B. Nickel-Cadmium-Akkus) oder konstanter Spannung (z. B. Bleiakkumulatoren). Sie besitzen keine weiteren Einrichtungen zur Steuerung, Überwachung und Beendigung des Ladevorgangs und verfügen gelegentlich über eine zeitgesteuerte Abschalteinrichtung. Für viele Akkus sind Ladezeit und Ladestrom angegeben, so dass die Ladung nur bei Kenntnis des Entladezustandes annähernd richtig erfolgen kann. Diese Einschätzung muss jedoch durch den Bediener getroffen werden. Fehleinschätzungen führen zum Überladen oder nicht vollständig geladenen Akkus. Bei fehlender Abschaltung kann es ebenfalls zum Überladen der Akkus kommen, da grundsätzlich bei menschlichen Handlungen auch von Fehlbedienung (z. B. Vergessen) auszugehen ist. Schnellladung und eine Ladezustandsüberwachung sind mit diesem Gerätetypus nicht möglich.
Über viele Ladevorgänge gesehen, zerstört dies das elektrochemische System im Akku und macht die Zelle unbrauchbar. Die Zellen verlieren an Kapazität und sind nicht mehr belastbar. Durch massive Überladung kann sich im Inneren des Akkus durch Gasbildung Druck aufbauen. Wird er zu groß, löst er ein Sicherheitsventil aus, so dass Gase und Elektrolyt austreten. Das ist eine Sicherheitsfunktion, um den Akku vor dem Bersten zu schützen.
Bei Paarladern werden zwei hintereinander geschaltete Zellen gleichermaßen geladen. Sie sind nur für Zellen gedacht, die auch paarweise benutzt werden. Unterscheiden sich diese beiden Zellen in ihrem Ladezustand, wird der volle Akku längere Zeit überladen bzw. der leere Akku nicht vollständig aufgeladen (siehe Balancer). Teils erkennt das Ladegerät bei entsprechender Ladeelektronikausstattung den Ladeschluss nicht mehr richtig, wodurch dann beide Zellen überladen werden, falls nicht weitere Sicherheitsmaßnahmen wie eine zeitgesteuerte Abschaltung oder die Temperaturüberwachung den Ladevorgang beenden.

### Elektronische Ladegeräte
Elektronische – gern auch als intelligent bezeichnete – Ladegeräte verfügen über komplexere elektronische Ladeschaltungen oder über einen eingebauten Mikrocontroller und können dadurch aufwändigere, dem Akkutyp angepasste Ladeverfahren realisieren. Eine exakte Erkennung der Vollladung des angeschlossenen Akkus aufgrund des Gasungsbuckels (siehe Ladeverfahren) erlaubt die sichere Schnellladung ohne die Gefahr einer akkulebenszeitverkürzenden Überladung. Weitere Eigenschaften sind zum Beispiel die automatische Entladung der Akkus vor dem Ladebeginn oder Ladeprogramme, die durch mehrmaliges Laden und Entladen die Zellen regenerieren sollen, das automatische Umschalten auf Erhaltungsladung nach dem Ladeende und die Variation der Ladeströme und deren Überwachung anhand der Temperatur (Temperaturkompensation).
Intelligente Ladegeräte für einzelne Zellen besitzen eine Einzelschachtüberwachung. Bei ihr wird die Zellspannung, oft auch die Zelltemperatur jeder Akkuzelle individuell überwacht. Einige Geräte können auch die Kapazität über Lade- und Entladeprogramme bestimmen. So lassen sich verschlissene oder defekte Zellen leicht identifizieren. Das unabhängige Laden der Einzelzellen vermeidet die Überladung von einzelnen Zellen oder das nicht vollständige Aufladen, wie es bei Akkupacks oder Mehrfachladern auftreten kann. Es stellt auch eine Form des manuellen Balancings dar.
Ladegeräte für Akkupacks sind oft in der Lage, die Zellenzahl selbst zu bestimmen und die Ladeparameter darauf abzustimmen. Lithium-Hochleistungsakkupacks für den Modellbau weisen stets eine Einzelüberwachung der Zellen auf, entsprechende Ladegeräte sind darauf abgestimmt.
Manchmal ist die Ladeelektronik in den Akku selbst integriert, beispielsweise bei mobilen Stromspeichern, wie sie für USB-Geräte angeboten werden. Fest an bestimmte Geräte angepasste Akkus wie die auch bei Mobiltelefonen und tragbaren Computern verwendeten Lithium-Ionen-Akkus besitzen jedoch meist lediglich eine interne Schutzschaltung, die bei Übertemperatur, Kurzschluss, Unter- oder Überspannung abschaltet. Als reines Sicherheitselement erfüllt sie nicht die Funktion eines Ladereglers. Weiterhin enthalten diese Akkus oft separat herausgeführte Temperatursensoren, mit denen von der Ladeschaltung die Temperaturgrenzen überwacht und der Ladewirkungsgrad ausgewertet wird.
Im RC-Modellbau verfügen die Lithiumakku-Ladegeräte oft über integrierte Balancer.

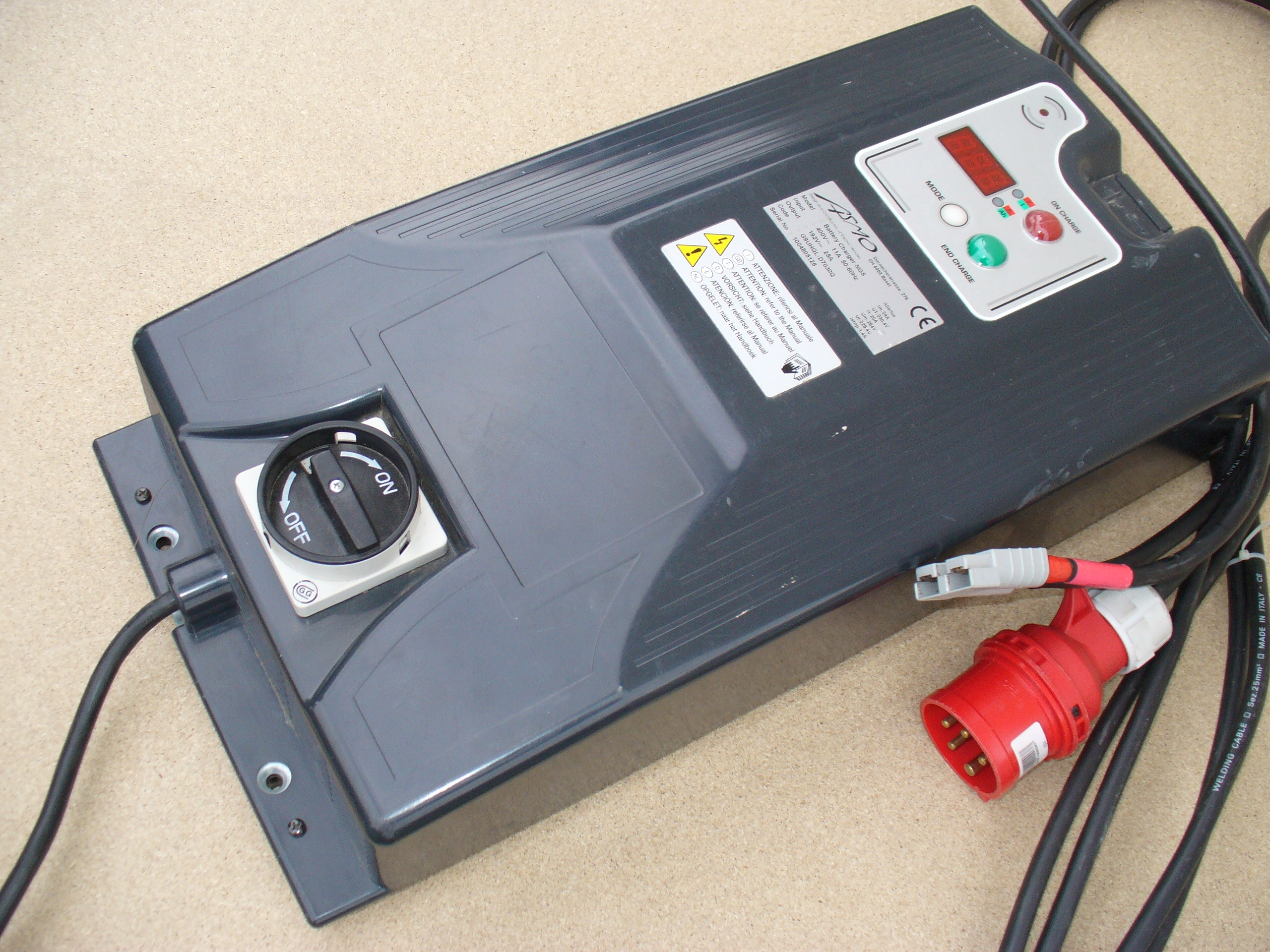
Drehstromladegerät für Antriebsbatterien
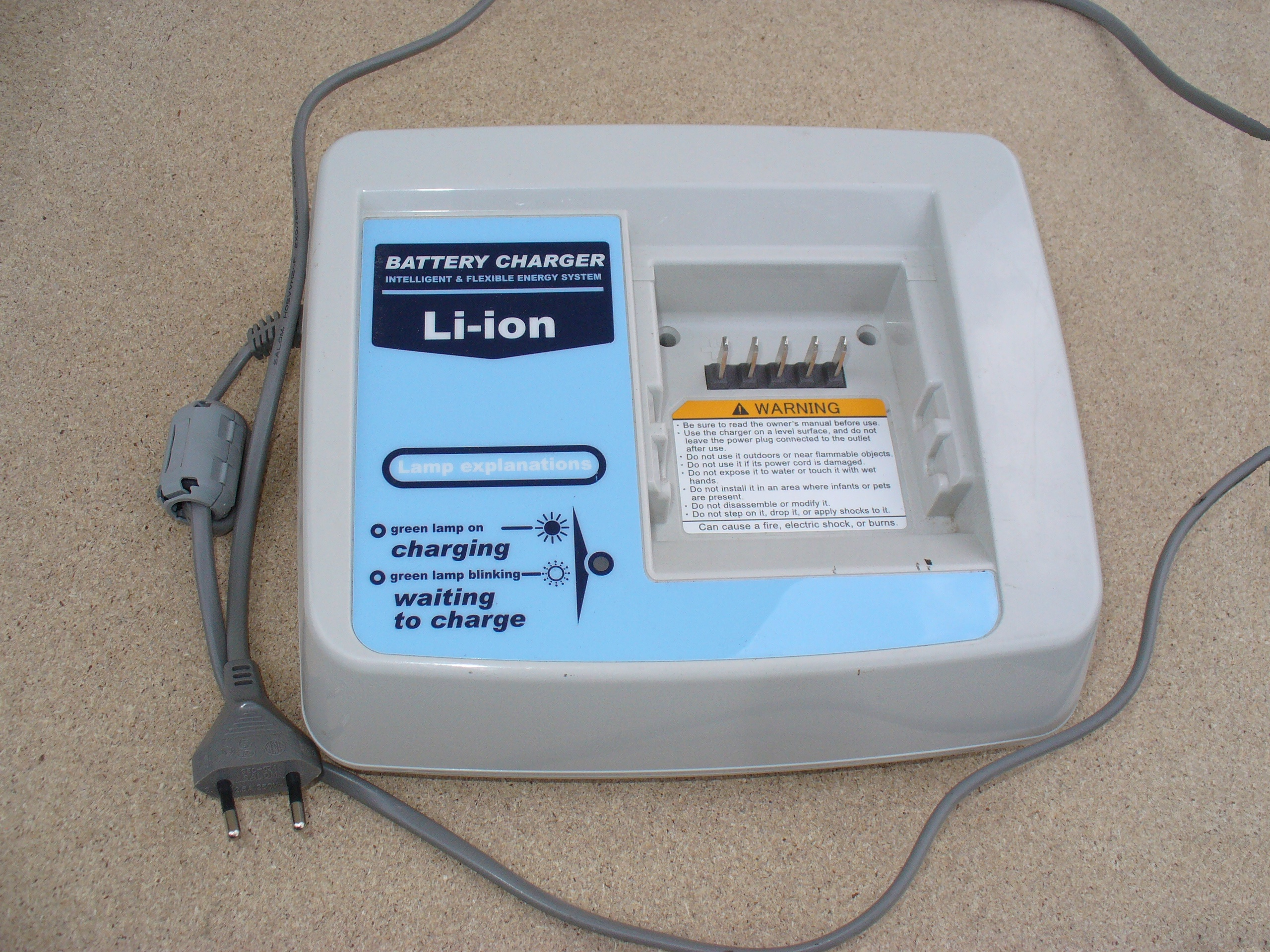
Von Mikrokontroller gesteuertes Ladegerät für den Akkupack eines Elektrofahrrades mit Zusatzkontakten zur Zellüberwachung
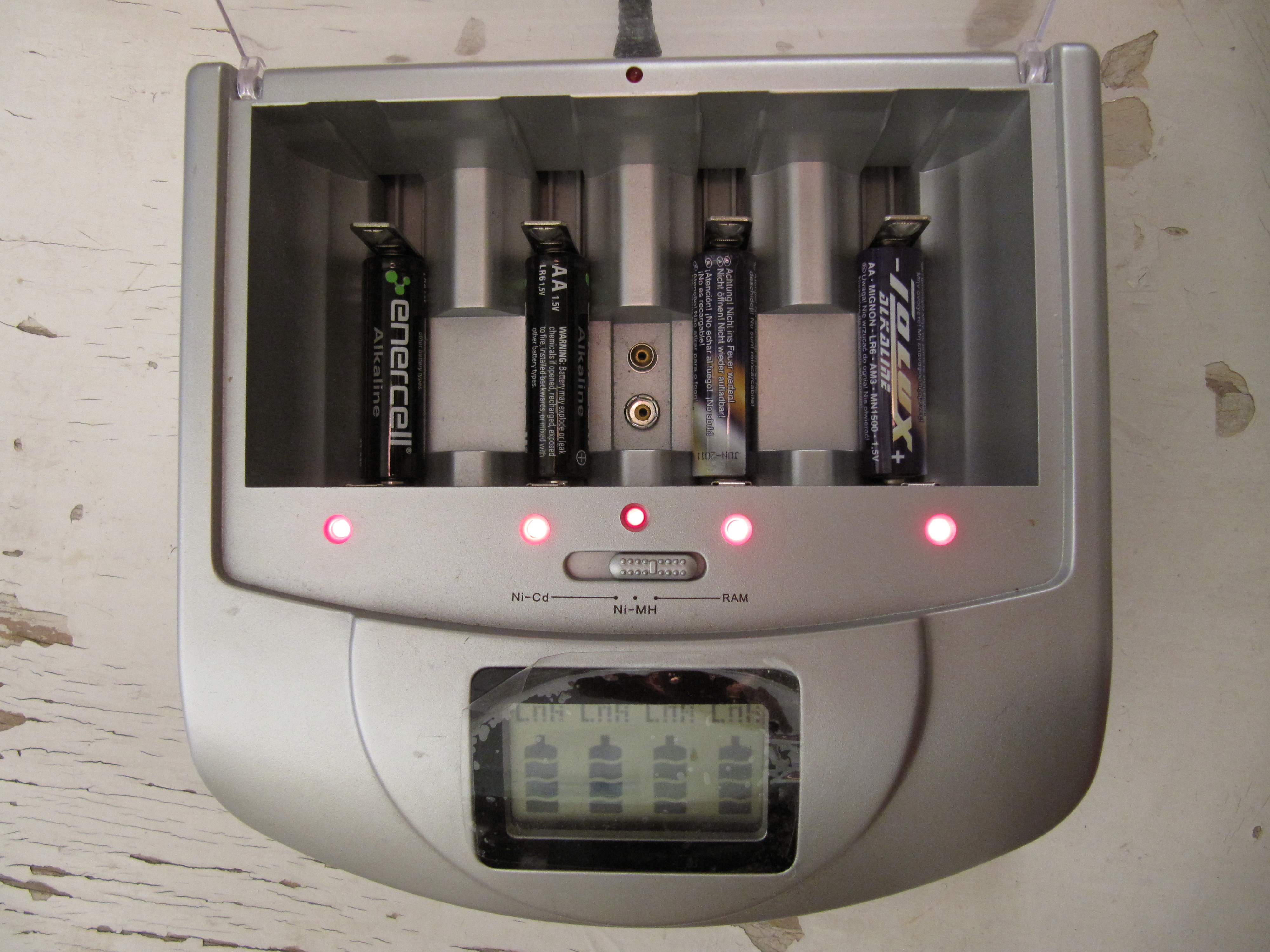
Von Mikrokontroller gesteuertes Ladegerät mit universellen Ladeschächten für Micro-, Mignon-, Baby- und Monozellen (Rundzellen)

## Alternative Ladetechnik

### Mobile Stromquellen
Die zunehmende Leistungsfähigkeit moderner Smartphones und Tablets und der Trend zu immer dünneren Gehäusen hat dazu geführt, dass die Betriebszeit mit den integrierten Akkus bei intensiver Nutzung unter Umständen auf weniger als zwei Stunden schrumpfen kann. Nicht für jedes Modell existieren alternativ einsetzbare Akkumulatoren mit erweiterter Kapazität, was zur Entwicklung eines vielfältigen Angebots externer, transportabler Stromversorgungen geführt hat.

#### Powerbank

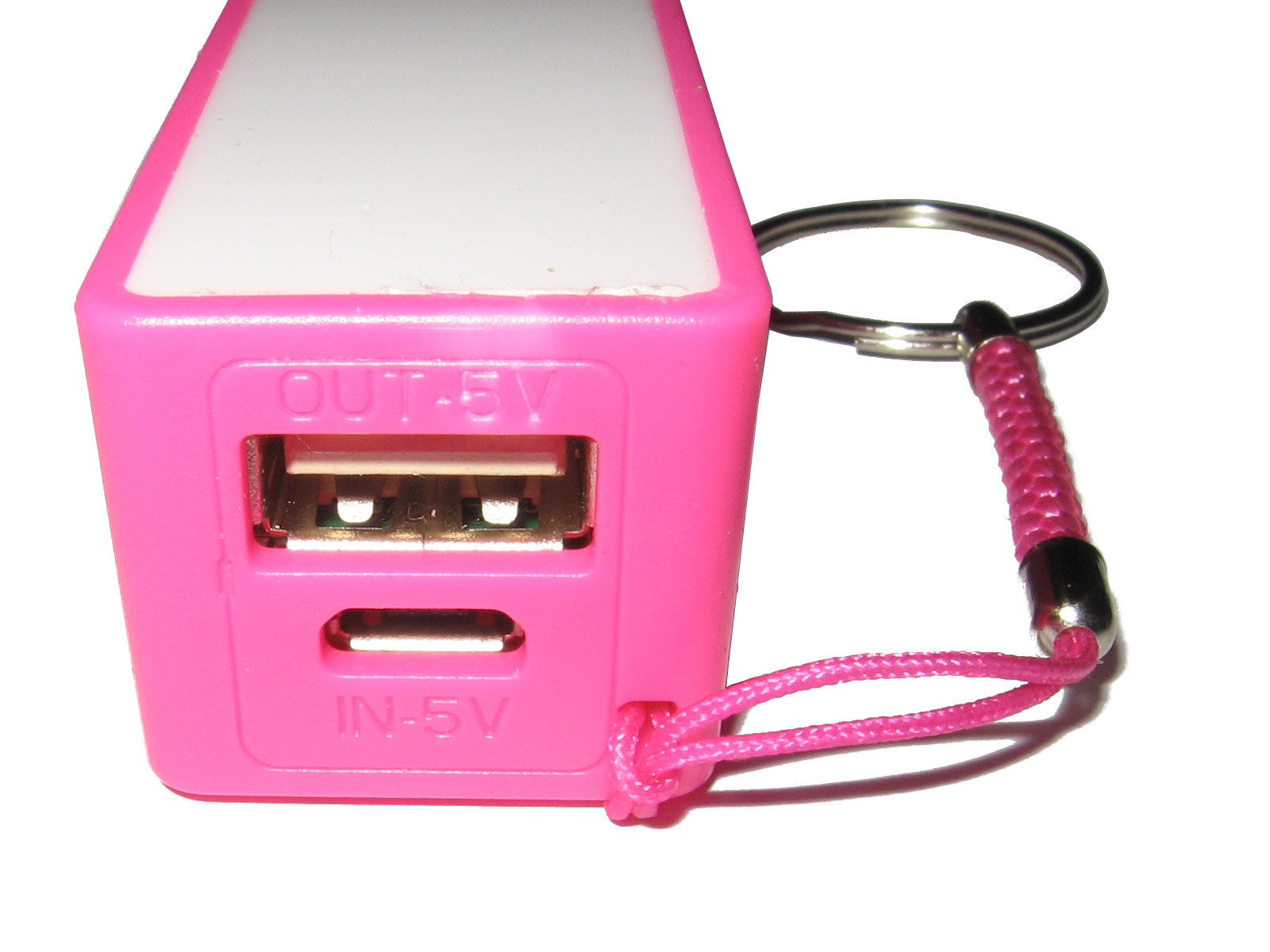
Beispiel für eine Powerbank

Powerbank ist die umgangssprachliche Bezeichnung für eine mobile Zusatzbatterie, kein Ladegerät.

#### Solarmodule mit Laderegler

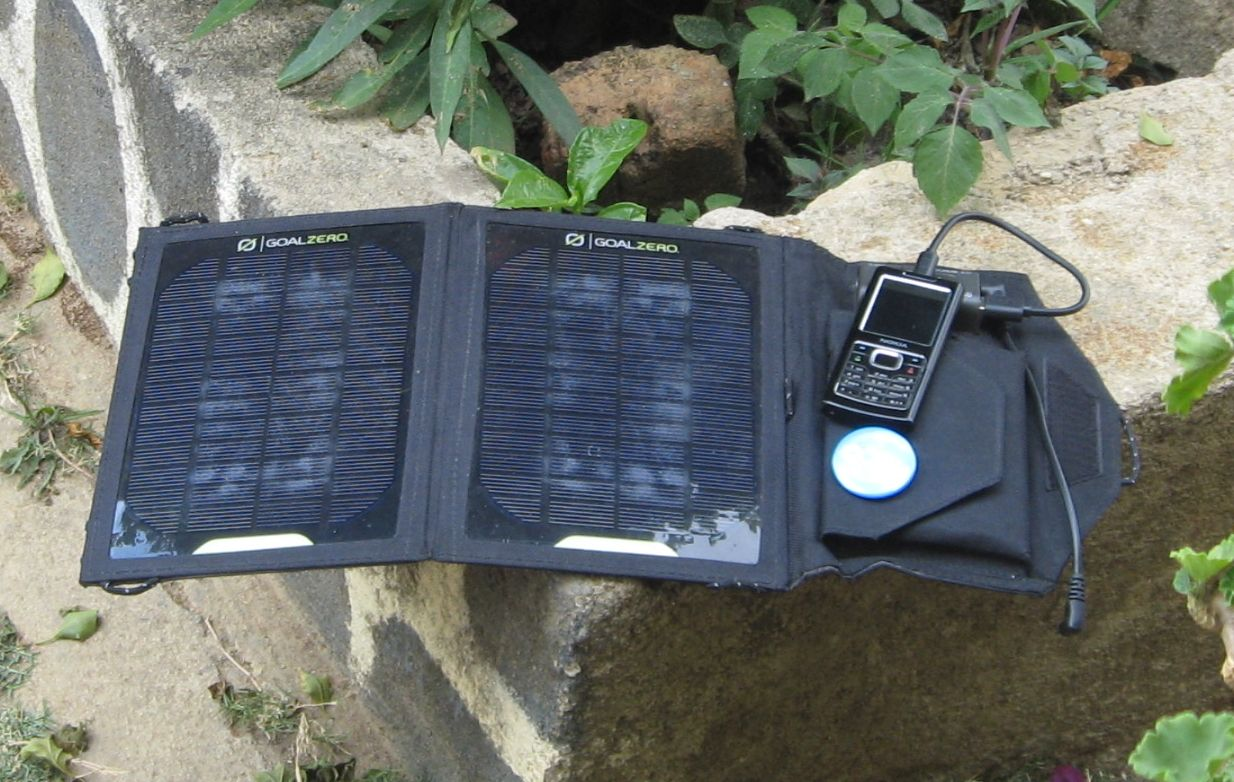
Faltbares Solarmodul mit 7 Wp und Mobiltelefon mit USB-Ladeanschluss

Im tragbaren Bereich, speziell für Geräte, die über die USB-Schnittstelle geladen werden, aber auch für Einzelzellen (vor allem AA und AAA) existieren verschiedenste Solarladegeräte, die das Bedürfnis nach regenerativer und mobil verfügbarer Energie erfüllen sollen.
Während bei Geräten mit geringem Energiebedarf, beispielsweise Radios oder Uhren, auch bereits kleine Solarzellenflächen ausreichen, sind zum Aufladen von Mobiltelefonen oder Mignon-Zellen deutlich größere Flächen notwendig. Häufig werden kurze Ladezeiten auch bei ungünstiger Sonneneinstrahlung (z. B. hinter Fenstern) erwartet. Geräte mit kleinen Solarzellen, die oft nur die Größe eines Smartphones haben, können diese Erwartung in der Regel nicht erfüllen. Sie sind nur unter optimalen Bedingungen überhaupt in der Lage, einen relevanten Ladestrom zu liefern. Bei integrierten Akkus kommt erschwerend dazu, dass die Geräte im prallen Sonnenlicht positioniert werden müssen. Dabei heizt sich das gesamte Gerät inklusive Akku stark auf, was der Akkulebensdauer abträglich ist.
Bei reinen Solarmodulen ohne Pufferung bricht schon bei leichten kurzzeitigen Verschattungen die Leistung stark ein. Werden Geräte mit elektronischer Erkennung der Spannungsversorgung geladen, führt das zum Abbruch des Ladevorgangs, der dann geräteabhängig nicht zwangsläufig automatisch fortgesetzt wird. Hier bieten sich jedoch spezielle Pufferakkus mit integriertem Solarladeregler oder auch einfache externe USB-Akkus an, die im Schatten des Solarmoduls positioniert werden können. Nur wenige der letztgenannten Geräte können jedoch gleichzeitig über das Solarmodul aufgeladen werden, während sie Energie an das Endgerät abgeben.

### Drahtlose Ladetechnik

Qi-Logo

Eine neue Entwicklung im Bereich der Ladeadapter ist drahtlose Energieübertragung, was einen Komfortgewinn gegenüber kabelgebundenen Steckerverbindungen darstellt und die Zuverlässigkeit durch den Verzicht auf verschleißende Steckkontakte erhöht. Am häufigsten wird das Qi-Verfahren benutzt.  Dieser geräteübergreifende Standard wurde vom Wireless Power Consortium entwickelt und zielt derzeit noch hauptsächlich auf Smartphones ab. Theoretisch ließen sich beliebige Kleingeräte entsprechend ausrüsten und so kabellos aufladen.
Damit ein Gerät den Qi-Standard nutzen kann, wird ein entsprechender Qi-Sender und Qi-Empfänger benötigt. Einige Smartphones, wie beispielsweise das Google Nexus, enthalten ein internes Empfängermodul. Für Smartphones verschiedener Hersteller sind externe Qi-Empfänger mit Micro-USB-Anschluss verwendbar. Module für proprietäre Anschlüsse wie beim Apple iPhone sind ebenfalls erhältlich. Der Vorteil der Steckerlosigkeit geht bei externen Empfängern wieder verloren.
Die Qi-Ladetechnik hat durch die Verluste bei der induktiven Energieübertragung einen niedrigeren Wirkungsgrad als herkömmliche Ladegeräte (Wirkungsgrad von ca. 0,6). Dem steht der mit der kabellosen Technologie verbundene Komfortgewinn gegenüber. Qi-Sender sind teilweise mit USB-Anschluss versehen und lassen sich so auch mit dem bereits vorhandenen USB-Steckernetzteil versorgen. Die Ladegeschwindigkeit hängt dabei von dem Power Profile nach dem QI-Standard ab. Es wird unterschieden zwischen dem „Baseline Powerprofile“, welches bis zu 5 Watt überträgt und dem „Extended Power Profile“, welches bis zu 15 Watt überträgt. Bei passiven Schnelladegeräten mit dem „Extended Power Profile“, welche häufig über ein USB-Netzteil versorgt werden, kann die Schnellladefunktion nur genutzt werden, wenn das angeschlossene USB-Netzteil genügend Energie zur Verfügung stellt. Weiterhin muss der Empfänger die Schnellladefähigkeit über den QI-Standard unterstützen. Abhängig von der möglichen Leistung kann es deshalb, je nach Gerät, zu längeren Ladezeiten als mit kabelgebundenen Ladegräten kommen.

### Laderegler in Kfz
Starterbatterien in Kraftfahrzeugen werden bei laufendem Motor mit einem Laderegler über die Lichtmaschine geladen. Der Laderegler steuert den Erregerstrom der Lichtmaschine, um last- und drehzahlunabhängig die Ladespannung (beim 12-Volt-Bordnetz 13,8 bis 14,2 Volt) zu regeln und den Bordakkumulator nachzuladen.